# Alexander Arkadjewitsch Stassewitsch
Alexander Arkadjewitsch Stassewitsch (russisch Александр Аркадьевич Стасевич, engl. Transkription Aleksandr Stasevich; * 14. Oktober 1953) ist ein ehemaliger russischer Sprinter, der für die Sowjetunion startete.
Bei den Olympischen Spielen 1980 in Moskau schied er über 200 m im Vorlauf aus.
Seine persönliche Bestzeit über 200 m von 20,65 s stellte er am 5. Juli 1980 in Moskau auf (handgestoppt: 20,4 s, 17. August 1979, Kalinin).